# Talasse
Talasse (Big Talasse), nekadašnji grad Upper Creek Indijanaca koji se nalazio na istočnoj obali rijeke Tallapoosa, nasuprot Tukabatcheeja, na sjeverozapadu okruga Macon u Alabami. 
Poznate su njegove točne koordinate: 32°28'55" N, 85°51'20" W.
Ostali nazivi: Big Talassee, Big Tallasees, Big Tallassee, Half-way House, Half-way House Indians, Old Tal-e-see, Tallassee, Tallisee, Taulasse Viejo.